# Paus Sixtus V
Paus Sixtus V, geboren als Felice Peretti da Montalto (Grottammare bij Montalto delle Marche (Ancona), 13 december 1521 – Rome, 27 augustus 1590) was paus van 1585 tot 1590.

## Jeugd
Zijn ouders, Piergentile Peretti di Giacomo en Marianna da Frontillo di Camerino, gaven hem de naam Felice, wat 'de gelukkige' betekent. Hij was de vierde van zeven kinderen en groeide op in een armoedige omgeving.
In verschillende biografieën wordt verteld hoe Felice Peretti voorbestemd was voor een uitzonderlijke toekomst.
Zijn ouders zouden al voor zijn geboorte een droom gehad hebben waaruit bleek dat hun zoon beroemd zou worden en de hoogste waardigheid bekleden. Toen hij nog een baby was, zou zijn bed door een vonk van een olielamp zijn beginnen te branden, maar hij bleef volledig ongedeerd. Ook overleefde hij de pest, hoewel zijn broer er aan bezweek. Enkele jaren later speelde Felice bij het water met vriendjes, en viel erin. Hij werd gered door zijn zuster, die daar kleren aan het wassen was. Afgezien van deze voorvallen verliep Peretti's jeugd eerder rustig, terwijl hij het vee van zijn vader hoedde, wat de gewoonte was bij de armere bevolking.
In 1534 trad hij als novice in in het bij Montalto gelegen franciscaner klooster, waarop hij een andere naam aannam, Crinitu, oftewel De Langharige. Zijn oom van moederskant, Salvatore, was monnik in hetzelfde klooster. In 1540 begon Felice Peretti een studie filosofie in Ferrara, en in 1543 een studie theologie in Bologna. In 1544 verwisselde hij Bologna voor Rimini en in 1546 verhuisde hij naar Siena, waar hij priester werd gewijd. Op 26 juli 1548 voltooide hij zijn studie bij de magister in de theologie in Fermo.

## Kerkelijke loopbaan
In 1551 werd hij regent van het seminarie in Siena, nadat hij sinds 1548 aan het franciscaner seminarie in Macerata lesgegeven had. In Assisi werd Felice Peretti opgemerkt tijdens een debat door kardinaal Carpi, de protector van de franciscaner orde, die onder de indruk was van zijn kennis en welsprekendheid. Vervolgens werd hij op voorspraak van Carpi in 1552 als vastenprediker naar Rome geroepen. Daar trok Peretti volle kerken, onder andere in de Santi XII Apostoli.
Hij nam in 1553 in Genua deel aan het generaal-kapittel van zijn orde en werd nog in hetzelfde jaar regent van het San Lorenzo-seminarie in Napels. Begin 1556 werd hij door Paulus IV als inquisiteur naar Venetië gezonden. In 1558 liet hij het beeld van Trajanus op de zuil van Trajanus vervangen door een beeld van de heilige Petrus.
Op 16 juli 1560 werd hij benoemd als consultant van de Roomse inquisitie. Hij nam als lid van zijn kloosterorde deel aan het Concilie van Trente, na een benoeming tot theoloog door paus Pius IV. Hij werd in 1561 benoemd tot procureur-generaal der Franciscanen. In 1565, dankzij kardinaal Chislieri (later Pius V) bemachtigde Peretti de positie van theologisch adviseur van kardinaal Boncompagni (de latere Gregorius XIII) op missie naar Spanje, waar Peretti preekte voor koning Filips II. Op 15 november 1566 werd hij benoemd tot bisschop van het bisdom Sant'Agata de' Goti bij Benevento in Italië door Pius V. Op 17 mei 1570 maakte paus Pius V hem tot kardinaal. Hij was daarna in Italië bekend als Cardinale di Montalto. In 1571 werd hij bisschop van Fermo.
Na de dood van paus Pius V ging de carrière van kardinaal Montalto minder vlot. Vanwege onenigheden met Gregorius XIII die ontstonden op de Spaanse missie in 1565, richtte hij zich op zijn grote collectie boeken en schafte zich Villa Montalto aan in 1576. Gregorius XIII stopte de betaling van zijn pensioen, maar kardinaal Montalto werd gesteund door Francesco I de' Medici. In zijn opdracht liet Montalto een monument bouwen voor de Franciscaanse paus Nicolaas IV in de Santa Maria Maggiore te Rome, waar hij ook een kapel voor zichzelf liet bouwen.

## Pontificaat

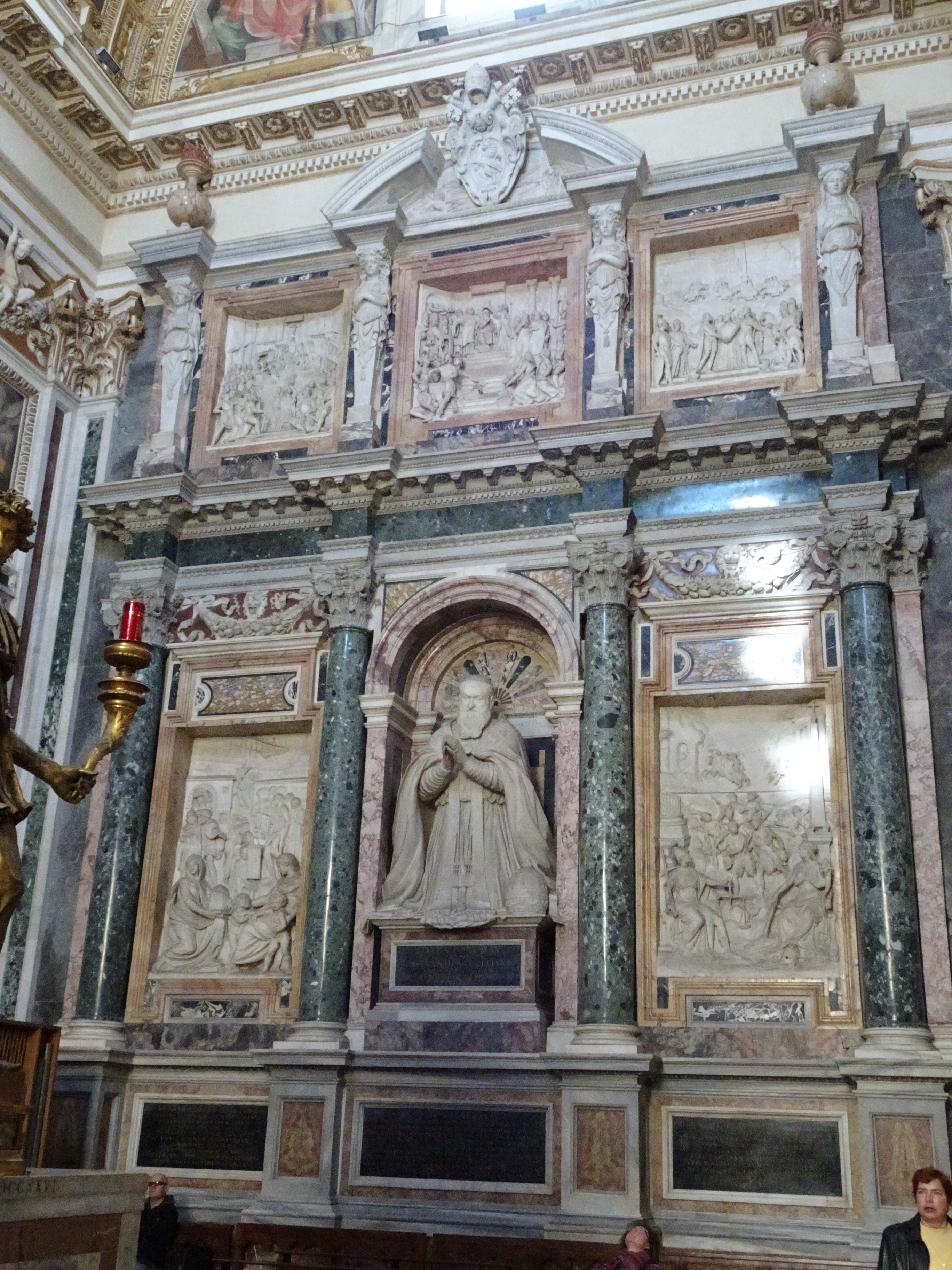
Grafmonument van Sixtus V in de door hem ingerichte Cappella Sistina in de basiliek Santa Maria Maggiore te Rome.

Het conclaaf koos Felice Peretti op 24 april 1585, tevens de verjaardag van de stichting van Rome, als nieuwe paus. Hij koos de naam Sixtus V als een eerbetoon aan twee van zijn voorgangers, Sixtus IV, een medefranciscaan en Pius V, zijn mentor. Een van zijn eerste ambtshandelingen als nieuwe paus was de benoeming van zijn veertienjarige achterneef Alessandro Damasceni tot kardinaal.
Sixtus V had een duidelijke visie over de Kerk en Rome als spiritueel centrum van de wereld. Zo ondernam hij stappen om de positie van de kerk in Europa te verbeteren, onder meer door de macht van de kerk in Frankrijk te vergroten en de plannen van de hugenoten, die Europa wilden protestantiseren te vernietigen.
Als paus bestreed Sixtus V de bandieten in zijn kerkstaat met ijzeren hand. Zo liet hij meteen op de dag van zijn kroning, ter gelegenheid van de heuglijke dag, opgepakte bandieten terechtstellen en stelde hun lijken aan de brug voor de Engelenburcht tentoon. Verder vergold hij verschillende vergrijpen met draconische straffen: zo stelde hij bijvoorbeeld op onder andere echtscheiding, homoseksualiteit en incest de doodstraf. Verder verbeterde hij de leefbaarheid van Rome door middel van infrastructurele werken en een stabiele voedselvoorziening. Ook bouwde hij de pauselijke vloot uit om de kusten van Italië te beschermen tegen piraten en liet de haven van Terracina herbouwen om de handel te stimuleren.
Met zijn pauselijke bul Postquam verus van 3 september 1586 bracht hij het aantal leden van het college van kardinalen op maximaal 70. Pas in 1958 zou paus Johannes XXIII het aantal kardinalen tot boven de 70 verhogen.
Verder voerde hij de Cappele Papali opnieuw in. Dit hield in dat de paus zelf de viering in de belangrijkste kerken in Rome leidde. Hij liet alle vormen van hekserij en astrologie bestraffen om ketterij te vermijden.
De financiële situatie van de kerkstaat saneerde Sixtus V door bezuinigingsmaatregelen en het verhogen van veel belastingen. Sixtus V verzamelde in zijn relatief korte pontificaat een enorm vermogen in de Engelenburcht. Tegen het einde van zijn pontificaat was Sixtus V een van de rijkste Europese vorsten.

### Sixtijnse stadsuitbreiding van Rome
Toen Felice Peretti di Montalto paus werd, was Rome slechts een schim van het grootse antieke Rome. Slechts één derde binnen de Aureliaanse stadswallen was bewoond, de aquaducten die vroeger de watertoevoer vanuit de heuvels verzorgden waren verloederd en het middeleeuwse stadsweefsel en de heuvels zorgden voor een moeilijke verkeerscirculatie, vooral voor pelgrims die op zo kort mogelijke tijd de zeven hoofdkerken wilden zien. Sixtus V had zich voor zijn ambtstermijn als paus al over deze problemen gebogen. Als kardinaal woonde hij in een paleis bij de Santa Maria Maggiore, een van de zeven bedevaartsplekken van Rome en gelegen in het centrum. Hier zag hij hoe Rome niet kon voldoen aan de eisen die het statuut van spirituele hoofdstad van Europa en seculiere zetel van het pausdom de stad oplegde.
Uitgaande van dit statuut begon Sixtus V bij zijn aanstelling dan ook met een grondige hervorming van zowel de stadsadministratie als het stedelijke ontwerp van Rome. De hoofdgedachte bij dit plan bestond erin de zeven hoofdkerken van Rome te verbinden door middel van assen. Dit deed hij om drie redenen. Enerzijds wilde hij zo de circulatie van de pelgrims in goede banen leiden door een rationeel systeem en een hiërarchische route aan te leggen die de pelgrims eenvoudig van de ene naar de andere kerk zouden leiden. Anderzijds wilde hij op deze manier een territoriale claim leggen op een groot stuk van Rome. Tot slot wilde hij zo er ook voor zorgen dat de lege stadsdelen weer bevolkt werden. Dit plan was sterk beïnvloed door de Contrareformatie die in het werk wilde stellen dat het rooms-katholicisme terug de overheersende godsdienst werd, in een tijd die gekenmerkt werd door de verbrokkeling van het christendom.
Hoewel Sixtus’ plan niet volledig ten uitvoer werd gebracht tijdens zijn pontificaat, werden de grote lijnen uitgezet en zouden deze elementen en het plan op zich de verdere stadsplanning van Rome nog eeuwenlang bepalen. Het beeld dat Rome nu kenmerkt, is voor een groot stuk terug te brengen op Sixtus’ stadsuitbreiding. Het wordt beschouwd als een van de effectiefste uitbreidingsplannen van Rome en als het begin van de moderne stadsplanning. Het plan getuigt van een grote barokke tendens met als kenmerken: de spanning tussen twee focale punten, de perspectivistische werking van de lange lanen, de dynamiek van het systeem en de christelijke grondslag die aan de basis van het plan ligt.